# Super League 2019 (Cina)
La Chinese Super League 2019, nota come Ping An Chinese Super League 2019 per ragioni di sponsorizzazione, è stata la 60ª edizione del massimo livello del campionato cinese di calcio. Il campionato è iniziato il 1º marzo 2019 e si è conclusa il 1º dicembre dello stesso anno con la vittoria dello Guangzhou Evergrande.

## Stagione

### Novità
Al termine della Chinese Super League 2018 il Changchun Yatai ed il Guizhou Zhicheng sono stati retrocessi in China League One. Al loro posto sono stati promossi il Wuhan Zall, vincitore della China League One 2018 e lo Shen. Jianlibao, secondo classificato.
Sulla linea adottata dallo scorso anno riguardo alla policy sui giocatori stranieri e gli Under-23, ci sono state delle ulteriori modifiche: da quest'anno almeno un giocatore cinese Under-23 (nato dopo il 1º gennaio 1996) dovrà essere presente nell'11 iniziale, mentre il numero di giocatori stranieri in campo non sarà più correlato al numero di U-23. Nell'arco del match dovranno essere utilizzati almeno tre Under-23 
Ogni club potrà tesserare al massimo quattro giocatori stranieri e può utilizzarne solo tre nell'arco della singola partita.
Il Tianjin Quanjian F.C. ha cambiato il proprio nome in Tianjin Tianhai Zuqiu Julebu

### Formula
Le 16 squadre si affrontano due volte in un girone di andata e ritorno per un totale di 30 partite.
La prima classificata vince il campionato ed è ammessa alla fase a gironi della AFC Champions League 2020, così come la seconda, mentre la terza accede al terzo turno preliminare della AFC Champions League 2020. Le ultime due classificate (15º e 16º posto) retrocedono in China League One 2020.

## Squadre partecipanti
| Club                 | Allenatore            | Città     | Stadio                                               | Stagione precedente               |
| -------------------- | --------------------- | --------- | ---------------------------------------------------- | --------------------------------- |
| Beijing Guoan        | Roger Schmidt         | Pechino   | Stadio dei Lavoratori di Pechino                     | 4º posto in Chinese Super League  |
| Beijing Renhe        | Aleksandar Stanojević | Pechino   | Stadio Fengtai di Pechino                            | 8º posto in Chinese Super League  |
| Chongqing Lifan      | Jordi Cruijff         | Chongqing | Stadio del Centro sportivo olimpico di Chongqing     | 13º posto in Chinese Super League |
| Dalian Yifang        | Rafa Benitez          | Dalian    | Dalian Sports Center                                 | 11º posto in Chinese Super League |
| Guangzhou Evergrande | Fabio Cannavaro       | Canton    | Stadio di Tianhe                                     | 2 posto in Chinese Super League   |
| Guangzhou R&F        | Dragan Stojković      | Canton    | Yuexiushan Stadium                                   | 10º posto in Chinese Super League |
| Hebei CFFC           | Chris Coleman         | Langfang  | Langfang Stadium                                     | 6º posto in Chinese Super League  |
| Henan Jianye         | Wang Baoshan          | Zhengzhou | Zhengzhou Hanghai Stadium                            | 12º posto in Chinese Super League |
| Jiangsu Suning       | Cosmin Olăroiu        | Nanchino  | Centro sportivo olimpico di Nanchino                 | 5º posto in Chinese Super League  |
| Shandong Luneng      | Li Xiaopeng           | Jinan     | Jinan Olympic Sports Center Stadium                  | 3º posto in Chinese Super League  |
| Shanghai Shenhua     | Choi Kang-hee         | Shanghai  | Stadio Hongkou                                       | 7º posto in Chinese Super League  |
| Shanghai SIPG        | Vítor Pereira         | Shanghai  | Stadio di Shanghai                                   | Campione di Cina                  |
| Shenzhen FC          | Roberto Donadoni      | Shenzhen  | Stadio del Centro sportivo universitario di Shenzhen | 2º posto in China League One      |
| Tianjin Teda         | Uli Stielike          | Tientsin  | Stadio del Centro Olimpico di Tientsin               | 14º posto in Chinese Super League |
| Tianjin Tianhai      | Shen Xiangfu          | Tientsin  | Stadio del Centro Olimpico di Tientsin               | 9º posto in Chinese Super League  |
| Wuhan Zall           | Li Tie                | Wuhan     | Dongxihu Sports Centre                               | 1º posto in China League One      |

## Classifica
|                 | Pos. | Squadra          | Pt | G  | V  | N  | P  | GF | GS | DR  |
| --------------- | ---- | ---------------- | -- | -- | -- | -- | -- | -- | -- | --- |
| Cina (bandiera) | 1.   | Guangzhou E.     | 72 | 30 | 23 | 3  | 4  | 68 | 24 | +44 |
|                 | 2.   | Beijing Guoan    | 70 | 30 | 23 | 1  | 6  | 60 | 24 | +34 |
|                 | 3.   | Shanghai Haigang | 66 | 30 | 20 | 6  | 4  | 62 | 26 | +36 |
|                 | 4.   | Jiangsu Suning   | 53 | 30 | 15 | 8  | 7  | 60 | 41 | +19 |
|                 | 5.   | Shandong Taishan | 51 | 30 | 15 | 6  | 9  | 55 | 35 | +20 |
|                 | 6.   | Wuhan Zall       | 44 | 30 | 12 | 8  | 10 | 41 | 41 | +0  |
|                 | 7.   | Tianjin Teda     | 41 | 30 | 12 | 5  | 13 | 43 | 45 | -2  |
|                 | 8.   | Henan Jianye     | 41 | 30 | 11 | 8  | 11 | 41 | 46 | -5  |
|                 | 9.   | Chongqing Lifan  | 36 | 30 | 9  | 9  | 12 | 36 | 47 | -11 |
|                 | 10.  | Dalian Yifang    | 35 | 30 | 9  | 8  | 12 | 42 | 53 | -11 |
|                 | 11.  | Hebei CFFC       | 33 | 30 | 9  | 6  | 15 | 37 | 55 | -18 |
|                 | 12.  | Guangzhou R&F    | 32 | 30 | 9  | 5  | 16 | 54 | 72 | -18 |
| [ 3 ]           | 13.  | Shanghai Shenhua | 30 | 30 | 8  | 6  | 16 | 43 | 57 | -14 |
|                 | 14.  | Tianjin Tianhai  | 25 | 30 | 4  | 13 | 13 | 40 | 53 | -13 |
|                 | 15.  | Shenzhen         | 21 | 30 | 4  | 9  | 17 | 31 | 57 | -26 |
|                 | 16.  | Beijing Renhe    | 14 | 30 | 3  | 5  | 22 | 26 | 65 | -39 |

Legenda:

      Campione di Cina e ammessa alla fase a gironi di AFC Champions League 2020

      Ammessa alla fase a gironi di AFC Champions League 2020

      Ammessa al terzo turno preliminare di AFC Champions League 2020

      Retrocessa in China League One 2020
Tre punti a vittoria, uno a pareggio, zero a sconfitta.
La classifica viene stilata secondo i seguenti criteri:
- Punti conquistati
- Punti negli scontri diretti
- Differenza reti negli scontri diretti
- Reti realizzate negli scontri diretti
- Differenza reti generale
- Reti totali realizzate
- Classifica fair-play
- Sorteggio

## Statistiche

### Squadre

#### Capoliste solitarie
|    | —— | —— | —— | ——            | ——            | ——            | ——            | ——            | ——            | ——            | ——            | ——            | ——            | ——            | ——            | ——            | ——            | ——                   | ——                   | ——                   | ——                   | ——                   | ——                   | ——                   | ——                   | ——                   | ——                   | ——                   | ——                   | —— |  |
|    |    |    |    | Beijing Guoan | Beijing Guoan | Beijing Guoan | Beijing Guoan | Beijing Guoan | Beijing Guoan | Beijing Guoan | Beijing Guoan | Beijing Guoan | Beijing Guoan | Beijing Guoan | Beijing Guoan | Beijing Guoan | Beijing Guoan | Guangzhou Evergrande | Guangzhou Evergrande | Guangzhou Evergrande | Guangzhou Evergrande | Guangzhou Evergrande | Guangzhou Evergrande | Guangzhou Evergrande | Guangzhou Evergrande | Guangzhou Evergrande | Guangzhou Evergrande | Guangzhou Evergrande | Guangzhou Evergrande |    |  |
|    |    |    |    |               |               |               |               |               |               |               |               |               |               |               |               |               |               |                      |                      |                      |                      |                      |                      |                      |                      |                      |                      |                      |                      |    |  |
|    |    |    |    |               |               |               |               |               |               |               |               |               |               |               |               |               |               |                      |                      |                      |                      |                      |                      |                      |                      |                      |                      |                      |                      |    |  |
| 1ª | 2ª | 3ª | 4ª | 5ª            | 6ª            | 7ª            | 8ª            | 9ª            | 10ª           | 11ª           | 12ª           | 13ª           | 14ª           | 15ª           | 16ª           | 17ª           | 18ª           | 19ª                  | 20ª                  | 21ª                  | 22ª                  | 23ª                  | 24ª                  | 25ª                  | 26ª                  | 27ª                  | 28ª                  | 29ª                  | 30ª                  |    |  |

#### Classifica in divenire
|                      | 1ª | 2ª | 3ª | 4ª | 5ª | 6ª | 7ª | 8ª | 9ª | 10ª | 11ª | 12ª | 13ª | 14ª | 15ª | 16ª | 17ª | 18ª | 19ª | 20ª | 21ª | 22ª | 23ª | 24ª | 25ª | 26ª | 27ª | 28ª | 29ª | 30ª |
|                      |    |    |    |    |    |    |    |    |    |     |     |     |     |     |     |     |     |     |     |     |     |     |     |     |     |     |     |     |     |     |
| -------------------- | -- | -- | -- | -- | -- | -- | -- | -- | -- | --- | --- | --- | --- | --- | --- | --- | --- | --- | --- | --- | --- | --- | --- | --- | --- | --- | --- | --- | --- | --- |
| Beijing Renhe        | 0  | 0  | 0  | 0  | 3  | 4  | 5  | 5  | 5  | 5   | 8   | 11  | 11  | 11  | 11  | 11  | 11  | 11  | 11  | 11  | 12  | 12  | 12  | 12  | 12  | 12  | 13  | 13  | 14  | 14  |
| Beijing Guoan        | 3  | 6  | 9  | 12 | 15 | 18 | 21 | 24 | 27 | 30  | 30  | 33  | 36  | 39  | 39  | 42  | 45  | 48  | 48  | 48  | 51  | 54  | 54  | 55  | 58  | 58  | 61  | 64  | 67  | 70  |
| Chongqing Lifan      | 1  | 1  | 4  | 7  | 10 | 11 | 11 | 12 | 15 | 15  | 16  | 17  | 18  | 21  | 24  | 24  | 24  | 27  | 28  | 28  | 28  | 29  | 30  | 33  | 33  | 33  | 36  | 36  | 36  | 36  |
| Dalian Yifang        | 1  | 2  | 2  | 2  | 5  | 6  | 6  | 7  | 7  | 10  | 13  | 13  | 13  | 14  | 17  | 20  | 23  | 23  | 24  | 27  | 30  | 30  | 31  | 31  | 34  | 34  | 34  | 35  | 35  | 38  |
| Guangzhou Evergrande | 3  | 6  | 9  | 12 | 12 | 15 | 18 | 18 | 19 | 22  | 25  | 28  | 31  | 34  | 37  | 40  | 43  | 46  | 49  | 52  | 55  | 56  | 59  | 59  | 59  | 62  | 63  | 66  | 69  | 72  |
| Guangzhou R&F        | 1  | 2  | 2  | 2  | 5  | 5  | 8  | 8  | 11 | 14  | 14  | 15  | 15  | 15  | 18  | 21  | 21  | 24  | 24  | 24  | 24  | 25  | 25  | 26  | 29  | 32  | 32  | 32  | 32  | 32  |
| Hebei CFFC           | 0  | 3  | 3  | 4  | 4  | 4  | 5  | 5  | 5  | 5   | 8   | 9   | 12  | 12  | 12  | 13  | 16  | 16  | 17  | 20  | 20  | 23  | 23  | 23  | 26  | 26  | 29  | 30  | 30  | 33  |
| Henan Jianye         | 1  | 2  | 2  | 3  | 3  | 3  | 6  | 9  | 12 | 12  | 13  | 13  | 14  | 17  | 17  | 17  | 20  | 20  | 21  | 24  | 24  | 24  | 27  | 30  | 30  | 33  | 34  | 37  | 38  | 41  |
| Jiangsu Suning       | 3  | 3  | 6  | 6  | 9  | 12 | 12 | 13 | 14 | 17  | 17  | 18  | 21  | 21  | 22  | 22  | 22  | 23  | 26  | 29  | 30  | 33  | 34  | 37  | 40  | 43  | 44  | 47  | 50  | 53  |
| Shandong Luneng      | 3  | 4  | 7  | 8  | 8  | 8  | 11 | 14 | 14 | 17  | 20  | 21  | 22  | 22  | 25  | 28  | 28  | 31  | 34  | 34  | 34  | 34  | 37  | 40  | 41  | 44  | 45  | 48  | 51  | 51  |
| Shanghai Shenhua     | 0  | 0  | 3  | 6  | 6  | 7  | 7  | 7  | 8  | 8   | 8   | 9   | 9   | 12  | 12  | 12  | 12  | 15  | 18  | 21  | 22  | 23  | 26  | 26  | 27  | 30  | 30  | 30  | 30  | 30  |
| Shanghai SIPG        | 3  | 6  | 9  | 9  | 12 | 13 | 16 | 19 | 22 | 25  | 28  | 31  | 31  | 34  | 37  | 40  | 43  | 46  | 47  | 48  | 49  | 52  | 53  | 53  | 56  | 59  | 62  | 62  | 63  | 66  |
| Shenzhen F.C.        | 3  | 6  | 6  | 7  | 7  | 8  | 8  | 11 | 11 | 11  | 11  | 11  | 12  | 12  | 12  | 13  | 14  | 14  | 14  | 14  | 15  | 18  | 18  | 19  | 19  | 19  | 20  | 20  | 21  | 21  |
| Tianjin TEDA         | 0  | 0  | 3  | 6  | 7  | 10 | 10 | 11 | 12 | 15  | 15  | 15  | 16  | 19  | 19  | 22  | 22  | 22  | 23  | 23  | 26  | 26  | 29  | 32  | 32  | 35  | 35  | 38  | 38  | 41  |
| Tianjin Tianhai      | 0  | 0  | 0  | 1  | 2  | 3  | 6  | 7  | 7  | 7   | 7   | 7   | 8   | 9   | 10  | 10  | 11  | 11  | 12  | 15  | 16  | 17  | 18  | 18  | 18  | 21  | 22  | 22  | 25  | 25  |
| Wuhan Zall           | 0  | 3  | 3  | 4  | 4  | 5  | 5  | 6  | 9  | 9   | 12  | 15  | 18  | 18  | 21  | 21  | 24  | 25  | 26  | 27  | 28  | 31  | 31  | 34  | 37  | 37  | 38  | 41  | 44  | 44  |

#### Classifiche di rendimento

##### Rendimento andata-ritorno
| Andata                  | Andata | Ritorno                 | Ritorno |
|                         |        |                         |         |
| Beijing Guoan           | 39     | Guangzhou Evergrande    | 35      |
| Guangzhou Evergrande    | 37     | Beijing Guoan           | 31      |
| Shanghai SIPG           | 37     | Jiangsu Suning          | 31      |
| Shandong Luneng Taishan | 25     | Shanghai SIPG           | 29      |
| Chongqing Dangdai Lifan | 24     | Shandong Luneng Taishan | 26      |
| Jiangsu Suning          | 22     | Henan Jianye            | 24      |
| Wuhan Zall              | 21     | Wuhan Zall              | 23      |
| Tianjin TEDA            | 19     | Tianjin TEDA            | 22      |
| Guangzhou R&F           | 18     | Hebei CFFC              | 21      |
| Henan Jianye            | 17     | Dalian Yifang           | 18      |
| Dalian Yifang           | 17     | Shanghai Shenhua        | 18      |
| Hebei CFFC              | 12     | Tianjin Tianhai         | 15      |
| Shanghai Shenhua        | 12     | Guangzhou R&F           | 14      |
| Shenzhen                | 12     | Chongqing Dangdai Lifan | 12      |
| Beijing Renhe           | 11     | Shenzhen                | 9       |
| Tianjin Tianhai         | 10     | Beijing Renhe           | 3       |

##### Rendimento casa-trasferta
| In casa                 | In casa | In trasferta            | In trasferta |
|                         |         |                         |              |
| Beijing Guoan           | 39      | Guangzhou Evergrande    | 39           |
| Shanghai SIPG           | 37      | Beijing Guoan           | 31           |
| Jiangsu Suning          | 35      | Shanghai SIPG           | 29           |
| Guangzhou Evergrande    | 33      | Wuhan Zall              | 21           |
| Shandong Luneng Taishan | 33      | Jiangsu Suning          | 18           |
| Tianjin TEDA            | 30      | Shandong Luneng Taishan | 18           |
| Henan Jianye            | 29      | Dalian Yifang           | 16           |
| Guangzhou R&F           | 25      | Chongqing Dangdai Lifan | 16           |
| Wuhan Zall              | 23      | Shanghai Shenhua        | 13           |
| Dalian Yifang           | 22      | Henan Jianye            | 12           |
| Hebei CFFC              | 21      | Hebei CFFC              | 21           |
| Chongqing Dangdai Lifan | 20      | Tianjin TEDA            | 11           |
| Shenzhen                | 18      | Tianjin Quanjian        | 8            |
| Shanghai Shenhua        | 17      | Guangzhou R&F           | 7            |
| Tianjin Tianhai         | 17      | Shenzhen                | 3            |
| Beijing Renhe           | 11      | Beijing Renhe           | 3            |

#### Primati stagionali
Squadre
- Maggior numero di vittorie: Guangzhou Evergrande e Beijing Guoan (23).
- Minor numero di sconfitte: Guangzhou Evergrande e Shanghai SIPG (4).
- Migliore attacco: Guangzhou Evergrande (68 gol fatti).
- Miglior difesa: Guangzhou Evergrande (24 gol subiti).
- Miglior differenza reti: Guangzhou Evergrande (+44).
- Maggior numero di pareggi: Tianjin Tianhai (13).
- Minor numero di pareggi: Beijing Guoan (1).
- Maggior numero di sconfitte: Beijing Renhe (22).
- Minor numero di vittorie: Beijing Renhe (3).
- Peggiore attacco: Beijing Renhe (26 gol fatti).
- Peggior difesa: Beijing Renhe (65 gol subiti).
- Peggior differenza reti: Beijing Renhe (−39).
- Miglior serie positiva: Guangzhou Evergrande (15 risultati utili).
- Peggior serie negativa: Beijing Renhe (8 sconfitte).

Partite
- Più gol (8):

Shenzhen-Wuhan Zall 4-4;
Shanghai Shenhua-Guangzhou R&F 5-3.
- Maggiore scarto di gol: 6

Shanghai SIPG-Shenzhen 6-0
- Maggior numero di reti in una giornata:
- Maggior numero di espulsioni:

### Individuali

#### Classifica marcatori
| Gol |  |  | Giocatore           | Squadra              |
| --- |  |  | ------------------- | -------------------- |
| 29  |  |  | Eran Zahavi         | Guangzhou R&F        |
| 19  |  |  | Paulinho            | Guangzhou Evergrande |
| 18  |  |  | Elkeson             | Guangzhou Evergrande |
| 18  |  |  | Alex Teixeira       | Jiangsu Suning       |
| 17  |  |  | Graziano Pellè      | Shandong Luneng      |
| 17  |  |  | Yannick Carrasco    | Dalian Yifang        |
| 15  |  |  | Renato Augusto      | Beijing Guo'an       |
| 14  |  |  | Alan Kardec         | Chongqing Lifan      |
| 13  |  |  | Johanthan           | Tianjin Teda         |
| 13  |  |  | Dia Saba            | Guangzhou R&F        |
| 12  |  |  | Éder                | Jiangsu Suning       |
| 12  |  |  | Jean Evrard Kouassi | Wuhan Zall           |
| 12  |  |  | Makhete Diop        | Beijing Renhe        |
| 12  |  |  | Roger Guedes        | Shandong Luneng      |
| 12  |  |  | Sandro Wagner       | Tianjin Teda         |